# Mitsunori Yamao
Mitsunori Yamao (山尾 光則 Yamao Mitsunori?, nacido el 13 de abril de 1973 en Nagoya, Aichi) es un exfutbolista japonés. Jugaba de defensa y su último club fue el Yokohama FC de Japón.

## Trayectoria

### Clubes
| Club                 | País  | Año         |
| -------------------- | ----- | ----------- |
| Nagoya Grampus Eight | Japón | 1996        |
| Ventforet Kofu       | Japón | 1997 - 1998 |
| FC Tokyo             | Japón | 1999 - 2002 |
| Cerezo Osaka         | Japón | 2002        |
| Yokohama FC          | Japón | 2003 - 2005 |